# يو إف سي 22
يو إف سي 22: يمكن أن يكون بطل واحد فقط (بالإنجليزية: UFC 22: Only One Can be Champion)‏ هو حدث لفنون القتال المختلطة نظمته يو إف سي، أُقيم في 24 سبتمبر 1999، على مركز ليك تشارلز سيفيك في ليك تشارلز، لويزيانا، الولايات المتحدة.